# Alejandro Spajić
Alejandro Raúl Spajić (ur. 7 maja 1976 w San Juan) – argentyński siatkarz pochodzenia chorwackiego grający na pozycji środkowego; reprezentant Argentyny.

## Kariera klubowa
W latach 1993–2000 był zawodnikiem argentyńskiego klubu Obras San Juan, z którym w sezonie 1994/1995 zdobył mistrzostwo Argentyny. Później wyjechał do Europy i trafił do francuskiego zespołu – Stade Poitevin Poitiers. Grał w nim przez dwa sezonu. W 2002 roku powrócił do kraju, reprezentując kolejno Obras San Juan (mistrzostwo Argentyny w 2003 roku) oraz Bolívar Buenos Aires. W 2004 roku przeniósł się do ligi rosyjskiej, gdzie bronił barw Lokomotiwu Biełgorod. Z klubem w sezonie 2004/2005 zdobył mistrzostwo Rosji i brązowy medal Ligi Mistrzów, a w 2006 roku – Puchar Rosji. Otrzymał również nagrodę dla najlepszego atakującego Ligi Mistrzów 2004/2005. Następnie grał przez jeden sezon w argentyńskim Azul Volley Club. W latach 2007–2010 występował w klubie Drean Bolívar, z którym zdobył trzy tytuły mistrza Argentyny. Od 2010 roku ponownie jest graczem rosyjskiego Lokomotiwu Biełgorod.

## Kariera reprezentacyjna
- Letnie Igrzyska Olimpijskie 2000 (4. miejsce)
- Liga Światowa siatkarzy 2002
- Letnie Igrzyska Olimpijskie 2004 (5. miejsce)
- Liga Światowa siatkarzy 2005
- Mistrzostwa Ameryki Południowej 2005 (2. miejsce)
- Puchar Ameryki 2005 (4. miejsce)
- Liga Światowa siatkarzy 2009
- eliminacje do Mistrzostw Świata 2010
- Liga Światowa siatkarzy 2010

## Medale, tytuły, trofea

### reprezentacyjne
- 2. miejsce w Mistrzostwach Ameryki Południowej w 2005 roku

### klubowe
- 1. miejsce z Obras San Juan w Argentyńskiej Lidze Siatkówki w sezonie 1994/1995
- 1. miejsce z Obras San Juan w Argentyńskiej Lidze Siatkówki w sezonie 2002/2003
- 3. miejsce z Lokomotiwem Biełgorod w Lidze Mistrzów w sezonie 2004/2005
- 1. miejsce z Lokomotiwem Biełgorod w Rosyjskiej Superlidze Siatkarzy w sezonie 2004/2005
- 1. miejsce z Lokomotiwem Biełgorod w Pucharze Rosji w 2006 roku
- 1. miejsce z Drean Bolivar w Argentyńskiej Lidze Siatkówki w sezonie 2007/2008
- 1. miejsce z Drean Bolivar w Argentyńskiej Lidze Siatkówki w sezonie 2008/2009
- 1. miejsce z Drean Bolivar w Argentyńskiej Lidze Siatkówki w sezonie 2009/2010

### indywidualne
- najlepszy atakujący Final Four Ligi Mistrzów w sezonie 2004/2005